# James Taylor
James Vernon Taylor (Boston, 12 de març de 1948) és un cantautor i guitarrista nord-americà. Cinc vegades guanyador del premi Grammy, va ingressar al Saló de la Fama del Rock and Roll el 2000. És un dels músics amb més vendes de tots els temps amb més de 100 milions de discs venuts arreu del món.
Taylor va aconseguir entrar en les llistes d'èxit el 1970 amb el senzill "Fire and Rain" i va tenir el seu primer èxit número u el 1971 amb la gravació de "You've Got a Friend ", escrita per Carole King el mateix any. El seu àlbum Greatest Hits (1976) va ser certificat Diamant i ha venut 12 milions de còpies als Estats Units. Després del seu àlbum de 1977, "JT ", ha mantingut una gran audiència al llarg de les dècades. Cada àlbum que va publicar entre 1977 i 2007 va vendre més d'un milió de còpies. Va gaudir d'un ressorgiment en les llistes d'èxits a finals dels anys 90 i 2000, quan va gravar alguns dels seus treballs més premiats (incloent Hourglass, October Road i Covers). El 2015 va aconseguir posicionar per primera vegada un album seu com a número u als Estats Units després de 45 anys de carrera amb la gravació de Before This World.
És conegut per les seves versions de cançons com "How Sweet It Is (To Be Loved by You)" de Marvin Gaye i "Handy Man" de Jimmy Jones, a més de les seves pròpies cançons com "Sweet Baby James".

## Discografia

### Àlbums d'estudi
- James Taylor (1968)
- Sweet Baby James (1970)
- Mud Slide Slim and the Blue Horizon (1971)
- One Man Dog (1972)
- Walking Man (1974)
- Gorilla (1975)
- In the Pocket (1976)
- JT (1977)
- Flag (1979)
- Dad Loves His Work (1981)
- That's Why I'm Here (1985)
- Never Die Young (1988)
- New Moon Shine (1991)
- Hourglass (1997)
- October Road (2002)
- A Christmas Album (2004)
- James Taylor at Christmas (2006)
- Covers (2008)
- Before This World (2015)
- American Standard (2020)[4]